# Michael Ancram, 13. markis af Lothian
Michael Andrew Foster Jude Kerr, 13. markis af Lothian, baron Kerr af Monteviot PC QC DL (født 7. juli 1945, død 1. oktober 2024), siden fødslen almindelig kendt som Michael Ancram, var en skotsk advokat og en fremtrædende britisk politiker i det konservative parti.    

Han brugte i 1945–2004 høflighedstitlen jarl af Ancram og fra 2010 baron Kerr af Monteviot.

## Medlem af Underhuset
I 1970 forsøgte Michael Ancram forgæves at blive valgt til Underhuset for West Lothian. Senere var han medlem af Underhuset tre gange.
De to første gange repræsenterede han sin hjemegn (Lothian i Skotland). Han blev valgt i Berwick og East Lothian fra februar til oktober 1974 samt i Edinburgh Syd fra 1979 til 1987.
Fra 1992 til 2010 repræsenterede han den engelske kreds Devizes i Wiltshire.

## Medlem af Overhuset
Den 22. november 2010 blev Michael Ancram udnævnt til Life peer som Baron Kerr af Monteviot, af Monteviot i Roxburghshire, og han indtrådte samme dag som medlem af Overhuset.

## Parlamentarisk sekretær for Skotland og britisk minister for Nordirland
Fra 1983 til 1987 var Michael Ancram parlamentarisk understatssekretær i det britiske ministerium for Skotland.
Fra 1993 til 1997 var Michael Ancram tilknyttet det britiske ministerium for Nordirland, der har afdelinger både i London og på Stormont i Belfast.
Fra maj 1993 til januar 1994 var han understatssekretær for Nordirland, og minister for Nordirland fra januar 1994 til maj 1997.
Michael Ancram blev medlem af det britiske statsråd i januar 1996.

## Skyggeudenrigs– og forsvarsminister
Fra juni 1997 til december 2005 var Michael Ancram medlem af det konservative skyggeregering.
Fra 1997 til 1998 var han talsmand for forfatningsspørgsmål. I 1998–2001 sad han i skyggeregeringen som det konservative partis organisatoriske leder.
Michael Ancram var skyggeudenrigsminister fra 2001 til maj 2005. Derefter var han skyggeforsvarsminister indtil december 2005.

## I den konservative partiledelse
I 1998–2001 var Michael Ancram det konservative partis organisatoriske leder.
I 2001 gik William Hague af som partileder. Michael Ancram stillede op til posten, men det blev Iain Duncan Smith, der blev det konservative partis nye leder.
Fra 2001 til 2005 var Michael Ancram politisk næstformand for det konservative parti og samtidig vicepremierminister i skyggeregeringen (Deputy Leader of the Opposition). 

## Familie
Michael Ancram var gift med lady Jane Fitzalan-Howard (født 1945). I 2017 arvede hun titlen som den 16. lady Herries of Terregles. 
Parret fik tre døtre, og to børnebørn:
- Sarah Margaret Kerr (født og død den 13. juni 1976).
- Lady Clare Therese Kerr (født 25. januar 1979). I august 2010 blev hun gift med Hon Nick Hurd MP, søn af tidligere indenrigs- og udenrigsminister Douglas Hurd, baron Hurd af Westwell. De har to børn:
  - Leila Rose Hurd (født 17. maj 2012)
  - Caspar Jamie Hurd (født 30. september 2014)
- Lady Mary Kerr (født 28. maj 1981), gift med Zackary Adler den 28. maj 2016.

## Titler i familien
Titlen markis af Lothian kan ikke arves af kvinder. Derfor gik titlen, efter Michael Ancrams død uden mandlig afkom,  videre til Ralph Kerr, 14 markis af Lothian (født 1957), som er hans yngste bror. Ralph Kerrs søn, John Kerr (født 1988) blev jarl af Ancram på samme tid. Han vil blive markis af Lothian ved sin fars død. 
Michael Ancrams ældste datter lady Clare Kerr (født 1979) kan arve sin mors titel som lady Herries of Terregles. 
 Derefter kan dattersønnen, Caspar Jamie Hurd (født 2014) blive lord Herries of Terregles.
Caspar Jamie Hurds farfar og oldefar har været Life peers (baron). Casper Hurd vil dog ikke komme til at efterfølge dem som baron Hurd, men måske bliver han lord Herries of Terregles. 